# Hated in the Nation
(Gerard Cosloy, copertina di Hated in the Nation, 1987)
Hated in the Nation è una raccolta del cantante punk GG Allin. Venne pubblicata per la prima volta nel 1987 in cassetta, fu poi ristampata nel 1998, quindi dopo la sua morte, in CD.

## Storia
La pubblicazione dell'album avvenne mentre la notorietà di Allin stava crescendo a New York e nel New England. Il presidente della ROIR Records Neil Cooper aveva contattato Mykel Board, editorialista di Maximum RockNRoll e proprietario di Siedboard World Enterprises, riguardo alla possibilità che la ROIR facesse uscire una audiocassetta di GG Allin, poiché Allin aveva già avuto rapporti amichevoli con Board, derivanti dal suo contributo a una compilation che Board aveva prodotto nel 1981. Cooper voleva fare un album tutto dal vivo con Allin, ma a quel punto le apparizioni di Allin erano già famose per le sue gesta sul palco che includevano aggredire membri del pubblico, defecare sul palco e lanciare le sue feci al pubblico. Fu presa la decisione di recuperare brani dal vecchio catalogo di Allin quando lo spettacolo dal vivo da registrare durò solo tre canzoni a causa dei disordini dovuti al suo comportamento.
Allin discusse dell'utilizzo delle registrazioni della compilation che lui e Peter Yarmouth avevano assemblato quando crearono la Black & Blue Records. Il piano originale era quello di utilizzare un nuovo studio e registrazioni dal vivo che sarebbero state fatte a New York. Incaricato della supervisione del progetto, Board contattò Allin e poi organizzò una sessione di registrazione con il proprietario e produttore di Shimmy Disc Mark Kramer presso lo studio Noise di New York di quest'ultimo, e una data dal vivo al The Cat Club di New York Fu quindi assemblata una band che includeva Kramer al basso, Steve Dasinger della band di Board, Artless, alla batteria e J Mascis dei Dinosaur Jr. alla chitarra solista. La band di accompagnamento sarebbe stata successivamente denominata collettivamente nelle note di copertina "The New York Superscum".
Lunedì 6 ottobre 1986, secondo le note interne dell'album postumo Brutality and Bloodshed for All (1993) di Allin scritte da Board, GG arrivò in studio con una grossa bottiglia di whiskey Jim Beam già mezza scolata, e in condizioni igieniche piuttosto scarse per non essersi lavato o tagliato i capelli da un bel po' di tempo.
La sessione di registrazione fungeva anche da prova generale per l'esibizione notturna; all'inizio di una delle nuove registrazioni, si sente Allin dare istruzioni alla band su quante volte suonare l'introduzione di una particolare canzone. La sessione non fu del tutto senza intoppi, tuttavia, poiché Allin ruppe uno dei microfoni dello studio colpendolo con una testata e poi, secondo le parole di Board, "cercò di sfondare il pavimento dello studio con la testa".
Quando le sessioni di registrazione si conclusero, Allin, Board, e la band si spostarono al Cat Club per il concerto serale, che sarebbe stato anch'esso registrato. Poche ore prima dello show, GG incontrò Peter Yarmouth e la sua guardia del corpo Don Schlock che erano venuti entrambi a New York per andare a trovare David Peel. Dato che Yarmouth era un grande fan di Peel negli anni settanta e voleva incontrarlo, si recarono al suo appartamento ma l'incontro terminò in una lite tra Peel e GG. Quando uscirono, Allin e Schlock urinarono sulla porta di casa di Peel.
Schlock sfidò GG a defecare sul palco, e allora lui comprò del lassativo in una gastronomia mentre Schlock ordinò un sandwich. Schlock, mentre mangiava, disse a GG che gli avrebbe dato 20 dollari se avesse fatto la cacca sul palco. Yarmouth e Schlock insieme a GG si recarono poi al club, senza che nessuno di loro sapesse che questo spettacolo sarebbe stato quello che avrebbe dato il via alla famigerata carriera di GG. Prima dell'inizio del concerto del gruppo, Allin disse a Board: «Dovrebbe essere un bello spettacolo stasera - ho appena preso un'intera confezione di lassativo».
Com'era prevedibile, lo spettacolo stesso si interruppe quando Allin cominciò a defecare sul palco prima dell'inizio del set, indossando solo un sospensorio e un collare da cane. Due canzoni dopo l'inizio dello spettacolo, GG iniziò a lanciare le sue feci tra il pubblico e colpì un fan in testa con l'asta del microfono, con il proprietario del club che ordinò ai buttafuori di sbatterlo fuori dal locale.
Quindi GG si cosparse il corpo delle sue stesse feci, e la maggior parte dei buttafuori si rifiutò di toccarlo. Come risultato, l'esibizione durò lo spazio di sole 3 canzoni: Blood For You, Ass Fuckin' Butt Lickin' Cunt Suckin' Masturbation e Eat My Shit, che furono incluse nell'album. Gli altri pezzi dei New York Superscum finti nel disco, una nuova versione di Drink Fight And Fuck e l'apparentemente improvvisata Ten Year Old Fuck, furono incise durante la sessione in studio.
Il resoconto dello spettacolo del Cat Club fu riportato sul The Village Voice e procurò una certa fama a GG poiché rimase nella sezione delle lettere di quella pubblicazione per un mese o più. Il resto della stampa musicale underground/punk iniziò a prestare molta più attenzione a GG (la maggior parte lo denigrava, non lo lodava). Yarmouth in seguito disse: «Non riesco a pensare a uno spettacolo che abbia avuto un impatto maggiore sulla sua carriera».
Per simulare un'esibizione dal vivo, Board ricorse a monologhi sul palco presi da una cassetta di un concerto del 1985 che Allin aveva fatto a Dallas, Texas.
Nel 1998 la ROIR ristampò Hated in the Nation in formato compact disc, aggiungendo uno spot radiofonico per il primo album di Allin, Always Was, Is, and Always Shall Be, e tre altre tracce dello stesso periodo.

## Tracce

### Lato 1
1. Intro (M. Board)
2. Stimulation
3. I Wanna Fuck Myself
4. Bite It, You Scum
5. You Hate Me & I Hate You
6. GG's Phone Machine
7. Blood For You
8. Hard Candy Cock
9. Eat My Shit
10. Scumfuck Tradition

### Lato 2
1. Drink, Fight And Fuck
2. Needle Up My Cock
3. Sluts In The City
4. Ten Year Old Fuck
5. Ass Fuckin' Butt Lickin' Cunt Suckin' Masturbation
6. Gimme Some Head
7. Tough Fuckin' Shit
8. Board's Phone Machine

### Ristampa in CD del 1998
1. Intro (M. Board)
2. Stimulation
3. I Wanna Fuck Myself
4. Bite It, You Scum
5. You Hate Me & I Hate You
6. GG's Phone Machine
7. Blood For You
8. Hard Candy Cock
9. Eat My Shit
10. Scumfuck Tradition
11. Drink, Fight And Fuck
12. Needle Up My Cock
13. Sluts In The City
14. Ten Year Old Fuck
15. Ass Fuckin' Butt Lickin' Cunt Suckin' Masturbation
16. Gimme Some Head
17. Tough Fuckin' Shit
18. Board's Phone Machine
19. Radio Ad For GG's 1st Record
20. Out For Blood
21. I Wanna Eat You Out
22. Pissing On Cosloy